# Rino Foschi
Rino Foschi (Forlì, 11 luglio 1946) è un dirigente sportivo italiano, già direttore sportivo del Palermo, del quale è stato presidente nella stagione 2018-2019.

## Carriera

### Inizi
Le prime società per il quale fa da dirigente sono il Messina in Serie C2 nella stagione 1979-1980, quindi Teramo, Ravenna, Avellino e Napoli. In seguito passa cinque anni al Trento in Serie C1 (dal 1986 al 1991).
Nel 1991-1992 passa al Modena, portando nell'organico della squadra canarina l'ex capitano dell'Inter Giuseppe Baresi.
Nel 1994-1995 passa al Ravenna, poi al Cesena e quindi dal 1998 all'Hellas Verona sino al 2002, dove vince un campionato di Serie B con Cesare Prandelli agli inizi della carriera di allenatore.

### Palermo
Dal 2002 al 2008 è stato il direttore sportivo del Palermo (due anni in Serie B e quattro anni in Serie A) di Maurizio Zamparini che aveva da poco prelevato la presidenza del club.
Sotto la sua direzione, il Palermo raggiunge per tre volte consecutive la qualificazione in Coppa UEFA e sotto la sua supervisione sono stati scoperti e valorizzati giovani giocatori che hanno raggiunto anche la Nazionale italiana, tra i quali i Campioni del Mondo Simone Barone, Andrea Barzagli, Fabio Grosso, Cristian Zaccardo e Luca Toni.
Tra le sue più grandi scoperte c'è anche quella del difensore danese Simon Kjær, scoperto al Torneo di Viareggio 2008 dopo averlo visto all'opera da spettatore, pagando regolarmente il biglietto per non farsi riconoscere.

### Genoa
Il 4 luglio 2008, scaduto il contratto di direttore sportivo del Palermo, il presidente Zamparini gli propone una nuova carica societaria riguardante la dirigenza, che Foschi non accetta.
Il 23 luglio, viene nominato direttore sportivo del Genoa dal presidente Enrico Preziosi. Il 1º settembre, appena dopo la chiusura del calciomercato, si dimette.

### Torino
Il 19 gennaio 2009 diventa il direttore sportivo del Torino; il 6 gennaio 2010 si dimette da questo incarico lasciando il ruolo a Gianluca Petrachi.

### Padova
Il 30 giugno diviene il nuovo direttore sportivo del Padova.
Il 13 giugno 2011, il giorno successivo alla finale dei play-off di ritorno di Serie B persa per 2-0 contro il Novara, annuncia di lasciare il Padova in seguito ad irreparabili attriti con la vice-presidentessa Barbara Carron e con il giornalista Leandro Barsotti. Tuttavia il 18 giugno rinnova il suo contratto fino al giugno 2013 assieme all'allenatore Alessandro Dal Canto.
Il 6 giugno 2012 Foschi e la società decidono di rescindere anticipatamente il contratto nonostante l'accordo per un'altra stagione; la squadra manca l'accesso ai play-off per una posizione, giungendo settima in campionato.

### Ritorno al Genoa
Il 5 novembre diventa il direttore sportivo del Genoa, ritornando così in Liguria, firmando un contratto fino al 2014. Il 6 giugno 2013 si dimette.

### Cesena e la parentesi lampo al Palermo
L'11 luglio diventa il Direttore dell'Area Tecnica del Cesena, squadra della sua città, portandolo subito in Serie A vincendo i play-off. L'anno seguente la squadra retrocede e nel 2015-2016 perde il primo turno dei play-off contro lo Spezia.
Il 6 luglio 2016 fa ritorno al Palermo come direttore sportivo. Dopo appena sedici giorni si dimette dall'incarico ufficialmente per motivi di salute. In un'intervista successiva Foschi rivela che alla base del suo addio c'erano divergenze di opinioni sul calciomercato col presidente Maurizio Zamparini.
Il 18 agosto ritorna al Cesena come direttore dell'area tecnica.

### Ritorno al Palermo
Il 9 luglio 2018 viene ufficializzato il suo ritorno al Palermo in qualità di direttore dell'area tecnica. Il 14 febbraio 2019 diventa presidente della società a seguito del passaggio delle quote azionarie del gruppo britannico Sport Capital Group (che a loro volta le hanno prelevate da Maurizio Zamparini) a Daniela De Angeli, ex direttore amministrativo della società. A partire dal 3 maggio seguente torna a ricoprire il ruolo di direttore sportivo a seguito del riassetto societario della squadra rosanero dopo la cessione del pacchetto azionario alla Sporting Network (controllata principalmente dalla Arkus Network).

## Carriera in sintesi
- 1979-1980:  Messina - Direttore sportivo
- 1980-1981:  Teramo - Direttore sportivo
- 1981-1982:  Ravenna - Direttore sportivo
- 1982-1983:  Avellino - Direttore sportivo
- 1983-1984:  Napoli - Direttore sportivo
- 1986-1991:  Trento - Direttore sportivo
- 1991-1992:  Modena - Direttore sportivo
- 1994-1995:  Ravenna - Direttore sportivo
- 1995-2002:  Verona - Direttore sportivo
- 2002-2008:  Palermo - Direttore sportivo
- 2008:  Genoa - Direttore sportivo
- 2009-2010:  Torino - Direttore sportivo
- 2010-2012:  Padova - Direttore sportivo
- 2012-2013:  Genoa - Direttore sportivo
- 2013-2018:  Cesena - Direttore tecnico
- 2018-2019:  Palermo - Direttore generale, Presidente(feb.-mag. 2019)

## Coinvolgimento in Calciopoli
Foschi è stato al centro di una polemica dovuta alla pubblicazione delle trascrizioni di intercettazioni telefoniche relative a comunicazioni intercorse tra lui e Luciano Moggi nel marzo del 2007. In queste conversazioni l'allora d.s. del Palermo difende Moggi ("il calcio lo avete chiamato Moggiopoli...ma Moggi ha solo avuto l'accuratezza di essere un dirigente colto e di difendersi come sto facendo in questo momento", dà del deficiente all'amministratore delegato del Palermo Rinaldo Sagramola, discute di un possibile acquisto della società rosanero da parte di Flavio Briatore, e incassa una rassicurazione da Moggi: "Tu sei pupillo mio. Io le persone non le tradisco mai."

## L'inibizione del 2010
Il 9 giugno 2010 la Commissione Disciplinare della FIGC ha sanzionato Foschi con un'inibizione di tre mesi. I fatti contestatigli risalgono al periodo 2003-2006, durante il quale lui era dirigente del Palermo e la società ha beneficiato degli ammortamenti derivanti da presunte plusvalenze fittizie nell'ambito del trasferimento di calciatori in particolare con la Roma per i cartellini di Franco Brienza e Davide Bombardini (valutati 11 milioni di euro ciascuno) avvenuti però nel periodo 2001-2002. Il 13 luglio 2010 la Corte ha annullato tale sanzione.
Fallimento Cesena  del 2019
Il 16 luglio 2025 dal tribunale di Forlì , è stato assolto nel processo relativo al fallimento del Cesena.